# Albert z Louvain
Albert z Louvain (ur. ok. 1160 r., zm. 24 listopada 1192 r. w Reims) – biskup Liège od 1191 r., kardynał od 1192 r., zamordowany i uznany za świętego, z dynastii z Louvain.

## Życiorys
Albert był drugim synem księcia Dolnej Lotaryngii i margrabiego, a od 1183 księcia Brabancji Gotfryda VIII (III) i Małgorzaty z Limburga (córki księcia Limburgii Henryka II). W latach 80. XII w. był archidiakonem, a następnie prepozytem w Liège. W 1191 r. został wybrany przez część tamtejszej kapituły na biskupa Liège; mniejsza część wybrała Alberta z Rethel, krewnego hrabiego Flandrii Baldwina V. Król niemiecki Henryk VI wezwany przez obu kandydatów do rozsądzenia podwójnego wyboru wskazał w styczniu 1192 r. na sejmie w Wormacji nieoczekiwanie trzeciego kandydata, Lotara z Hochstaden. Mimo oporu kapituły (a także rezygnacji przez Alberta z Rethel na rzecz Alberta z Louvain) cesarz doprowadził do przejęcia Liège przez Lotara.
Albert z Louvain wyruszył do Rzymu i tu uzyskał zatwierdzenie na stanowisko biskupa Liège przez papieża Celestyna III, który mianował go także kardynałem diakonem. 20 września otrzymał święcenia biskupie w Reims, jednak nie mógł przybyć do Liège z powodu zakazu cesarskiego (pod silnym naciskiem wzburzonego cesarza na przyjazd Alberta do Brabancji nie zgodził się też jego starszy brat, Henryk I, który w 1190 r. po śmierci ojca został księciem Brabancji). Dwa miesiące później Albert został zamordowany pod bramami Reims przez kilku niemieckich rycerzy. 
Zbrodnia wywołała ogromne oburzenie i w dużym stopniu przyczyniła się do wzrostu opozycji przeciwko cesarzowi w Niemczech, a Lotar z Hochstaden uciekł z Liège. Henryk VI musiał porozumieć się z opozycją i wynagrodzić swoje czyny; m.in. musiał ufundować dwa ołtarze w katedrze w Liège. 
W 1613 r. Albert z Louvain został uznany za świętego męczennika przez papieża Pawła V.